# Wolga, Wolga (1938)
Wolga-Wolga (russisch Волга-Волга) ist eine sowjetische Filmkomödie von 1938. Die Premiere erfolgte am 24. April in Moskau, die internationale Erstaufführung am 16. Mai 1941 in den USA.  Das Drehbuch stammt von Grigori Alexandrow und Nikolai Erdman, Alexandrow führte Regie. Der Spielfilm handelt von einer Gruppe von Amateurmusikern auf ihrem Weg nach Moskau, wo sie am Talentewettstreit „Moskauer Musikolympiade“ teilnehmen wollen. Ort der Handlung ist ein Dampfschiff, das auf der Wolga fährt. Die Hauptrollen wurden von Ljubow Orlowa, der Ehefrau Alexandrows, und Igor Iljinski gespielt. Die Filmmusik komponierte Isaak Dunajewski, die Liedertexte stammen von Wassili Lebedew-Kumatsch. Der Film ist eine „Komödie über die Talente aus dem Volk und den Kampf mit dem Bürokratismus.“

## Filmtitel
Nach Auskunft von Orlowa geht der Titel des Films auf das russische Volkslied Stenka Rasin zurück, in dem eine Strophe mit den Worten beginnt: Волга, Волга, мать родная (Wolga, Wolga, liebe Mutter). Als Alexandrow in der Bucht von San Francisco mit Charlie Chaplin ruderte, sang er dieses Lied vom Kosakenataman. Chaplin empfahl daraufhin scherzhaft diese Worte als Titel eines Films, und Alexandrow übernahm den Tipp letztlich für seinen Film Wolga-Wolga. Der Schwarz-Weiß-Film hat im Original eine Dauer von 1:44 Stunden, in der US-Fassung von 1:48 Stunden. Der Film wurde im 35-mm-Format gedreht, die Filmlänge betrug 2715 Meter.

## Drehbuch und Darsteller
Das Drehbuch stammt von Grigori Alexandrow, der auch Regie führte. Ljubow Orlowa, die Ehefrau Alexandrows spielte die weibliche Hauptrolle. Für den Film Wolga-Wolga erhielten beide 1941 den Stalinpreis.

## Handlung
Iwan Bywalow, der Leiter eines kleinen Betriebes in der abgelegenen Stadt Melkowodsk im Ural am Fluss Tschussowaja, träumt davon, nach Moskau versetzt zu werden. Stattdessen erhält er aus der Hauptstadt die Nachricht, er solle Teilnehmer aus seinem Ort zur Moskauer Musikolympiade schicken. In Melkowodsk gibt es zwei Amateurkollektive, den Chor der Briefträgerin Dunja Petrowa, genannt Strelka (der Pfeil), und das vom Buchhalter Aljoscha Trybischkin geleitete klassische Sinfonieorchester. Bywalow meint, dass keine der beiden Gruppen geeignet sei, um nach Moskau entsandt zu werden. Aljoscha schlägt vor, dass Bywalow die Musiker selbst nach Moskau begleiten solle. Als „Erzieher der Talente aus dem Volk“ fühlt sich Bywalow geschmeichelt und stimmt zu. So macht sich das Orchester mit dem Dampfer Sewrjuga auf den Weg. Der Chor mit Strelka fährt mit dem Segelschiff Lesorub hinterher, holt Bywalows Schiff ein und setzt die Reise schließlich auf dem modernen Schiff Josef Stalin fort.
Strelka singt auf der Fahrt ein von ihr geschriebenes Wolgalied. Beide Gruppen beschließen, das Lied beim Wettbewerb in Moskau vorzustellen. Während eines Sturmes werden die Notenblätter davongetragen, Strelkas Lied verbreitet sich im Volk und wird populär. In Moskau angekommen, hören sie überall das Lied. Der Karrierist Bywalow gilt hier als sein Schöpfer, weil die Verse auf Briefpapier seines Büros geschrieben waren. Die Urheberschaft von Strelka wird aber geklärt. Beide Ensembles tragen das Lied gemeinsam vor, und Strelka erhält den Siegerpreis des Wettbewerbs.

## Stalin und der FilmWolga-Wolga
Im August 1932 war Alexandrow in Maxim Gorkis Datsche eingeladen. Dabei ergab es sich, dass Stalin zu Besuch war. Er sprach dabei von der Notwendigkeit einer neuen sowjetischen Kultur, die eine „optimistische, glückhafte Kunst voller Spaß und Lachen“ sei. Auf einer Tagung des ZK der KPdSU wurden die Losungen „Gebt uns Komödien“ und „Das Lachen ist der Bruder der Macht“ propagiert. Dementsprechend wurden die Filmschaffenden des Landes aufgerufen, Lustspiele zu drehen. Wolga-Wolga wurde einer der populärsten Sowjetfilme der 1930er Jahre. Viele Filmkritiken verweisen auf grundlegende Einflüsse der Komödien von Mack Sennett. Die sowjetischen Jazz-Komödien der 1930er Jahre zeichneten ein bunteres Bild des sowjetischen Lebens für seine Bürger, ganz im Sinne von Stalins Botschaft „Das Leben ist besser geworden, es ist fröhlicher geworden“.
Stalin war ein fanatischer Filmliebhaber, für ihn gab es ständig Voraufführungen neuer Filme im privaten Vorführraum des Kremls. Wolga-Wolga war einer seiner Lieblingsfilme. Für ein Lied der Musikkomödie verfasste er 1938 handschriftlich die (auf Russisch) gereimten Worte: „Ein fröhliches Lied tut dem Herzen gut, es wird dir nie zu viel. Alle Dörfer, groß und klein, lieben diese Melodie, und die Städte singen sie!“ Nikita Chruschtschow schrieb in seinen Memoiren, dass Stalin über ihn lachte, da er einer Figur des Films ähnele.
1941 erhielt der Film den Stalinpreis I. Kategorie. Stalin sandte 1942 eine Filmkopie an den US-Präsidenten Roosevelt.

## Aufführungen
Der Weltpremiere am 24. April 1938 in der Sowjetunion folgte in den USA die Aufführung einer synchronisierten Fassung am 16. Mai 1941. Weitere Aufführungen gab es am 25. Mai 1941 in Finnland, am 30. September 1942 in Mexiko, und 1946 folgten Vorstellungen am 13. März in Frankreich und am 10. Juni in Dänemark.
Nach dem Zweiten Weltkrieg wurde der Film in zahlreichen Ostblockstaaten verbreitet, darunter auch in der SBZ/DDR, wo er vom sowjetischen Unternehmen Sojusintorgkino (Sovexportfilm) verliehen wurde. Der von der Tobis-Filmkunst synchronisierte Film lief ab dem 7. Juni 1946 in den deutschen Kinos.
Im deutschen Osten fand der Song des Wasserträgers Ja es hat schon seinen Sinn, in Deutsch nachgedichtet von Alexander Ott, Verbreitung im Rundfunk, wodurch das Lied populär wurde.
In der Sowjetunion lief der Film immer wieder. Eine Wiederaufnahme des Films erfolgte am 20. Juni 1959 in Finnland. In Burkina Faso, Brasilien und Griechenland liefen ebenfalls Filmfassungen. Am 9. Juli 2006 wurde er zum „Russischen und Sowjetischen Filmfestival“ in Japan gezeigt.
2006 wurde von Igor Lopatonok eine kolorierte Fassung des ursprünglichen Schwarz-Weiß-Films hergestellt, in digitaler Kolorierung und Film-Restauration. Die Farbfilmversion wurde am 14. Februar 2010 erstmals im Ersten Kanal des russischen Fernsehens gezeigt.

## Galerie

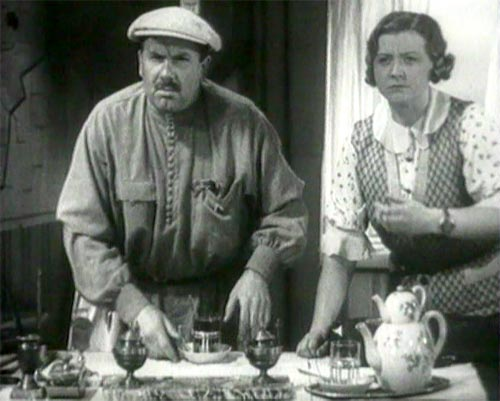
Igor Iljinski und Marija Mironowa
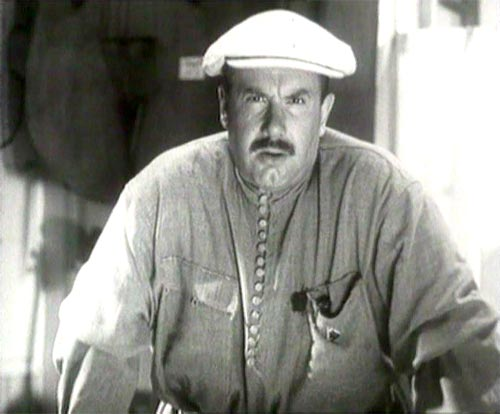
Igor Iljinski
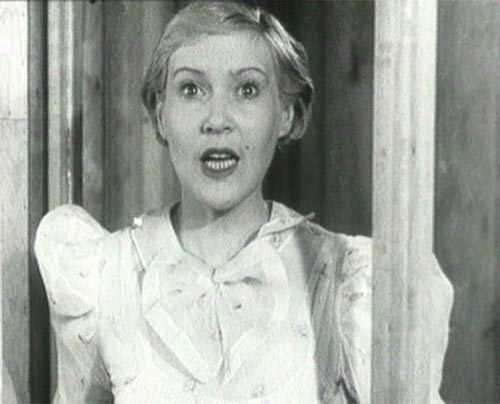
Ljubow Orlowa
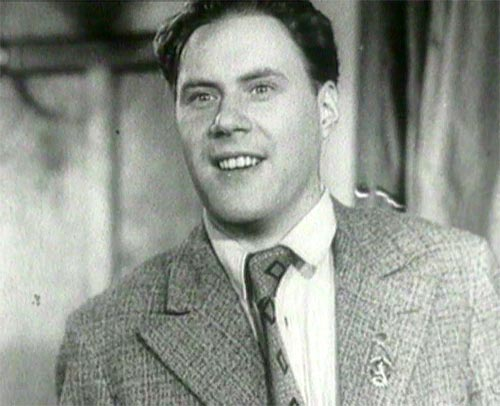
Andrei Tutyschkin
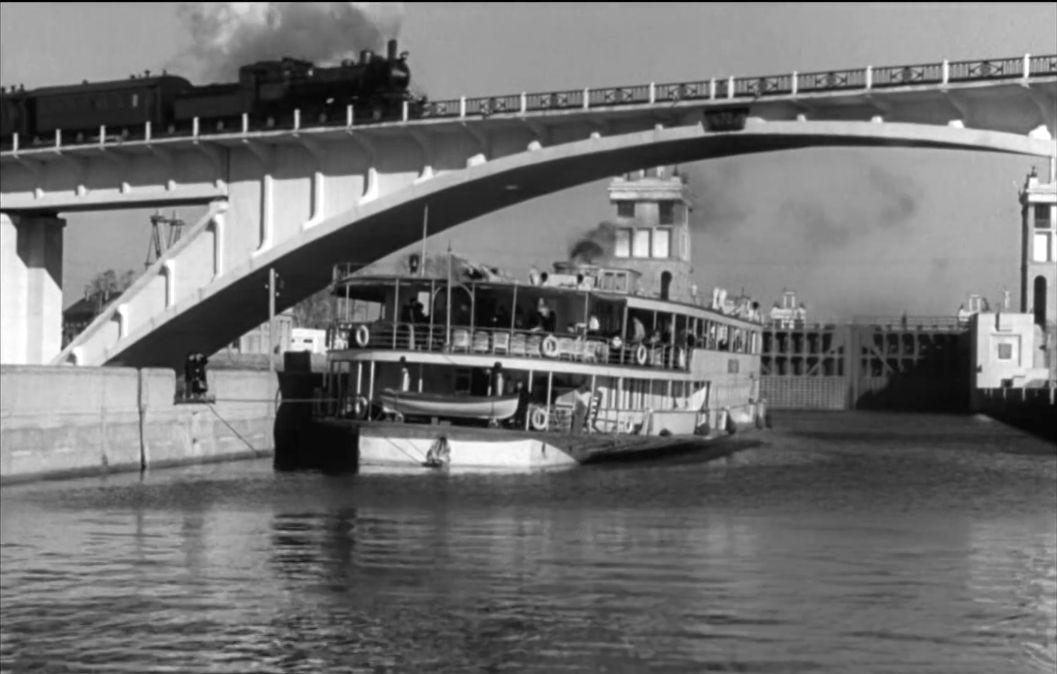
Filmbild

## Rezensionen
„Verlässlicher sind Kassenerfolge und Beliebtheitswerte. Das heißt nicht, dass jemand, der sich für Grigorij Aleksandrovs Film „Volga, Volga“ (Mosfilm 1938) begeisterte, auch ein überzeugter Bolschewik war oder den Geschmack Stalins teilte, dessen erklärter Lieblingsfilm dieses Musical war. Aber es bedeutet, dass mit diesem Film eine gemeinsame Sprache gefunden und Identifikationsangebote gemacht wurden, die für die Zuschauer akzeptabel waren. Hier fand eine Verständigung darüber statt, was erstrebenswert, was amüsant, was Glück war. Dabei war nicht entscheidend, ob ein Film glaubhaft und realitätsnah war. Weder im Osten noch im Westen gehen Menschen ins Kino, um ihr eigenes Elend vorgeführt zu bekommen.“

„[…] eine musikalische Komödie, die einen Fortschritt gegenüber früheren Werken ihres Regisseurs darstellte, […] war Alexandrows Wolga-Wolga. Alexandrow schrieb diesmal sein eigenes Drehbuch, und zwar auf der Grundlage der neuerdings gesteigerten Anstrengungen, das Talent von Laienschauspielern auszunutzen […]. Hier lag ein originelleres und ergiebigeres Feld für Humor und Unterhaltung als der ausländische Jazz von Lustige Burschen.“

## Sonstiges
1928 hatte das gleichnamige deutsche Stummfilmdrama Wolga-Wolga seine Premiere. Es handelt von Stenka Rasin. Regie führte Viktor Tourjansky. Hauptdarsteller waren Hans Adalbert Schlettow als Stenka Rasin, Lillian Hall-Davis als Prinzessin Zaineb und Boris de Fast als Iwaschka, dem Vertrauten des Atamans. Produktionsfirma war die Peter-Ostermayr-Filmproduktion, der Vertrieb erfolgte durch die österreichische Luxfilm Koppelmann & Reiter (1928), die internationalen Rechte gingen 1933 an die US-amerikanische Kinematrade Inc.